# أغسطس كيس
أغسطس كيس (بالإنجليزية: Augustus Case)‏ هو ضابط أمريكي، ولد في 3 فبراير 1812 في نيوبورغ في الولايات المتحدة، وتوفي في 16 فبراير 1893 في واشنطن العاصمة في الولايات المتحدة.